# برج الأضحى
برج الأضحى (بالفارسية: برج قربان) أحد المعالم التاريخية في القرنين السابع أو الثامن الهجري ، والذي يقع في الأحياء السكنية في مدينة همدان بين حدائق الشهيد المدني الأربع وشارع الطالقاني خلف مدرسة ابن سينا الابتدائية. كان جده من أصل عربي، لكنه وآباؤه من عائلة همدان.

## التسمیة والتاريخ
عن سبب تسمية هذا المبنى، يُعرف باسم برج قربان، وخلال الانتفاضة الأفغانية في أواخر العصر الصفوي، استخدم شخص اسمه قربان هذا المكان كمعقل ودافع عن السكان المحليين أثناء صد المتمردين. وجدت.
في عام 1312 م، عثروا خلال عملية الإصلاح على سرداب تحت البرج حيث توجد جميع القبور المذكورة، وتم تسجيل هذا البرج في قائمة المعالم التاريخية والوطنية لإيران بتاريخ 3/28/1354 ورقم 1078/3.